# Bessvatnet
A Bessvatnet egy tó Norvégiában, Oppland megye területén Vågå
település közelében. A Bessvatnet tó a Bessa-folyóról kapta előtagját, míg a vatnet utótag tavat jelent. Ez alapján a tó neve magyarra lefordítva Bessa tavat jelent. 

## Fordítás
Ez a szócikk részben vagy egészben  a   Bessvatnet című angol Wikipédia-szócikk ezen változatának fordításán alapul.  Az eredeti cikk szerkesztőit annak laptörténete sorolja fel. Ez a jelzés csupán a megfogalmazás eredetét és a szerzői jogokat jelzi, nem szolgál a cikkben szereplő információk forrásmegjelöléseként.